# Tennis Napoli Cup 2009
Il Tennis Napoli Cup 2009 è stato un torneo professionistico di tennis maschile giocato sulla terra rossa, che faceva parte dell'ATP Challenger Tour 2009. Si è giocato per la 73ª edizione a Napoli in Italia dal 30 marzo al 5 aprile 2009.

## Partecipanti

### Teste di serie
| Nazionalità | Giocatore            | Ranking* | Testa di serie |
| ----------- | -------------------- | -------- | -------------- |
| Italia      | Potito Starace       | 70       | 1              |
| Spagna      | Alberto Martín       | 78       | 2              |
| Spagna      | Daniel Gimeno Traver | 79       | 3              |
| Spagna      | Pablo Andújar        | 81       | 4              |
| Belgio      | Kristof Vliegen      | 90       | 5              |
| Brasile     | Marcos Daniel        | 93       | 6              |
| Rep. Ceca   | Ivo Minář            | 96       | 7              |
| Austria     | Daniel Köllerer      | 103      | 8              |

- Ranking al 23 marzo 2009.

### Altri partecipanti
Giocatori che hanno ricevuto una wild card:
- Fabio Fognini
- Stefano Galvani
- Enrico Fioravante
- Giancarlo Petrazzuolo

Giocatori passati dalle qualificazioni:
- Federico Delbonis
- Oleksandr Dolgopolov Jr.
- Jan Hájek
- Florian Mayer

Giocatori che hanno ricevuto uno Special Exempt:
- Andreas Haider-Maurer
- David Marrero

## Campioni

### Singolare
Pablo Cuevas ha battuto in finale  Victor Crivoi con il punteggio di 6–1, 6–3

### Doppio
Pablo Cuevas /  David Marrero hanno battuto in finale  Lukáš Rosol /  Frank Moser con il punteggio di 6–4, 6–3